# Královská konzervatoř v Bruselu
Královská konzervatoř v Bruselu (francouzsky Conservatoire royal de Bruxelles, nizozemsky Koninklijk Conservatorium Brussel) je nejvýznamnější hudební a herecká vysoká škola v Belgii. Existuje od roku 1813 a svůj současný oficiální název získala v roce 1832.

## Historie

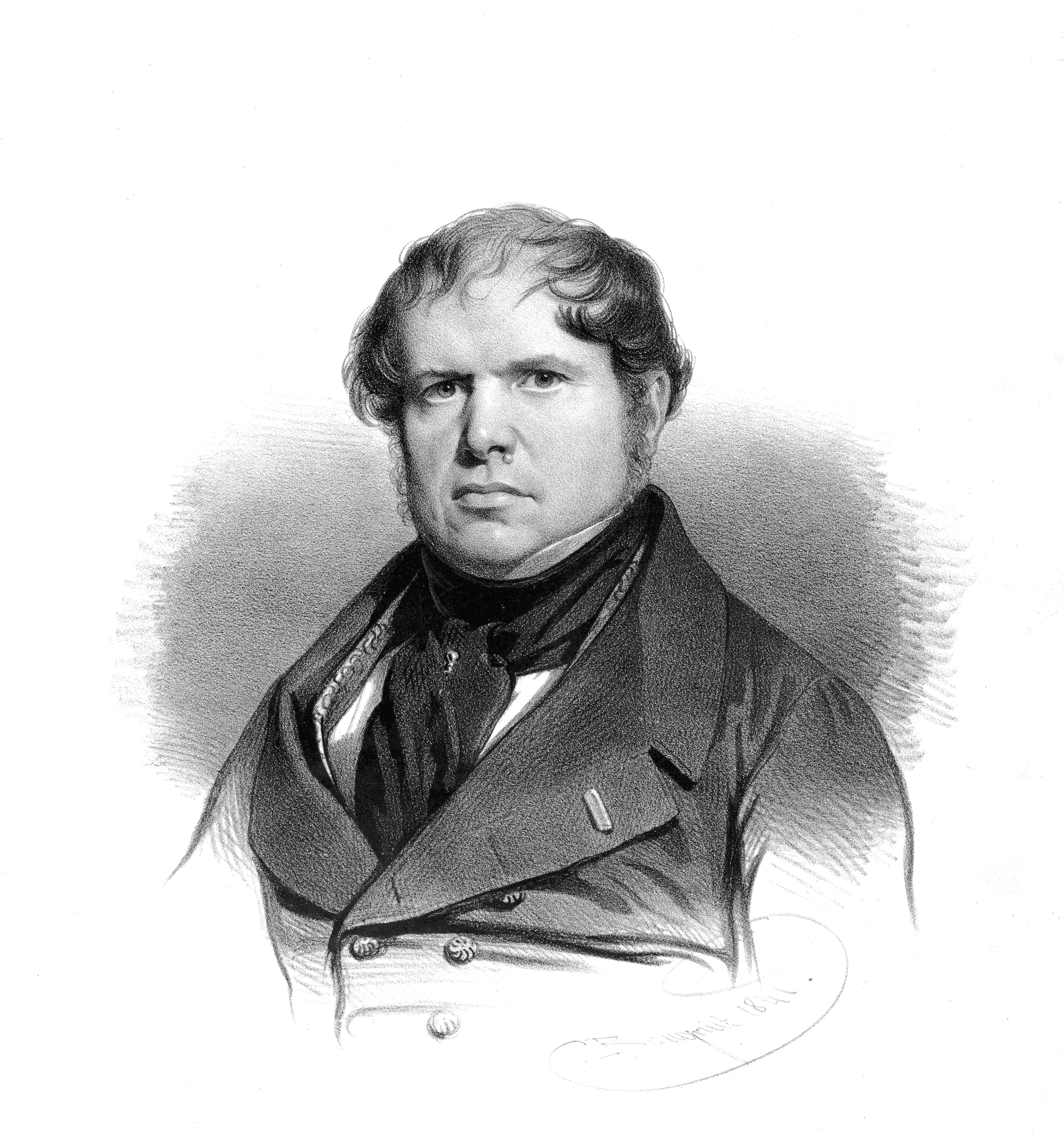
François-Joseph Fétis - zakladatel konzervatoře

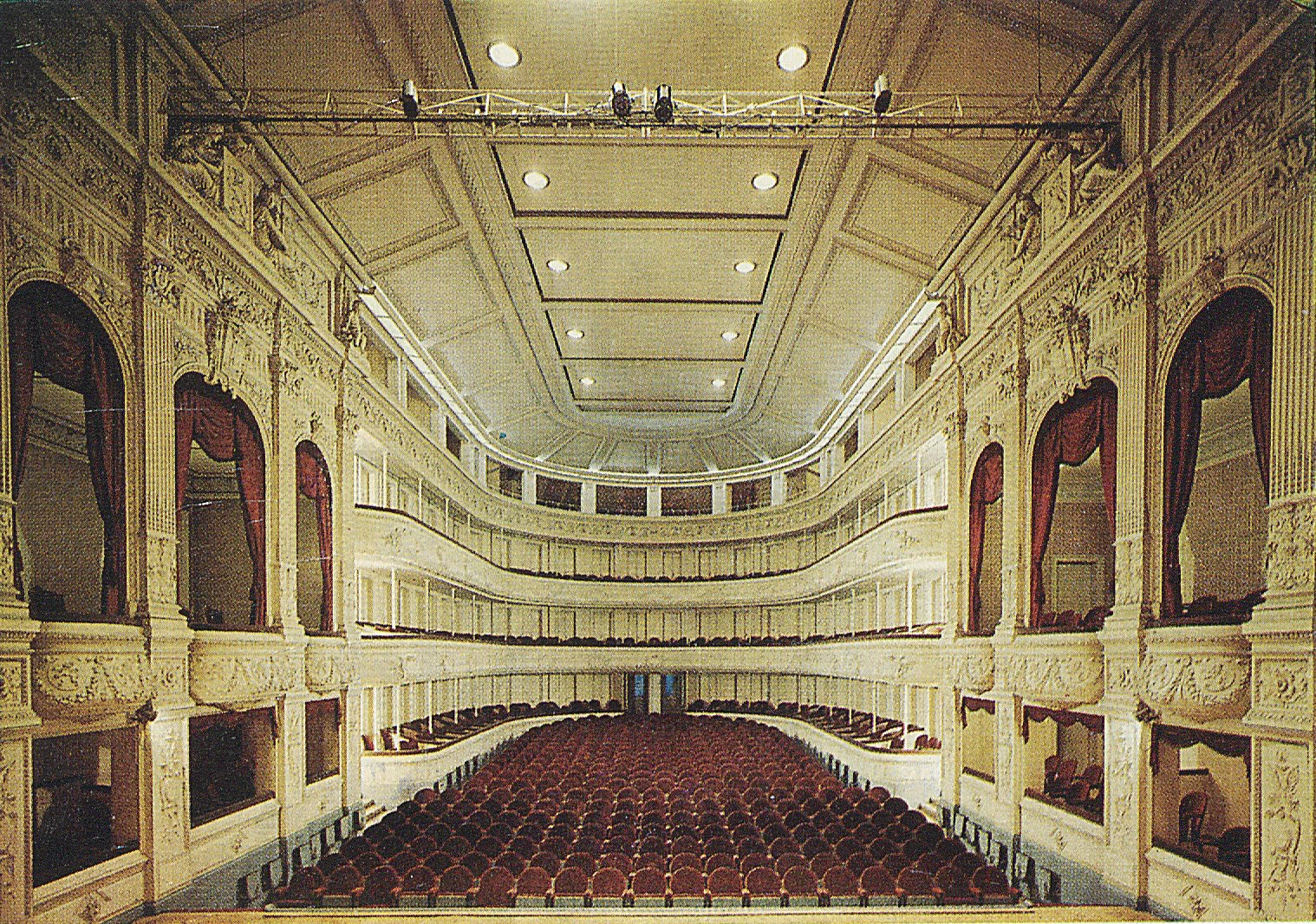
Koncertní sál konzervatoře

Královská konzervatoř v Bruselu byla založena jako École royale de Musique výnosem krále Viléma I. Po belgické revoluci pověřil v roce 1832 král Leopold I. Françoise-Josepha Fétise, aby zorganizoval hudební školu po vzoru Pařížské konzervatoře.
Bruselská konzervatoř původně sídlila v paláci rodiny Thurn-Taxisů. Současná novorenesanční budova sestávající ze tří křídel uspořádaných kolem nádvoří je dílem architekta Jean-Pierre Cluysenaara a byla postavena v letech 1872–1876.
V roce 1877 bylo rozhodnuto o přistavit ke konzervatoři muzeum hudebních nástrojů, ze kterého se vyvinulo dnešní královské Muzeum hudebních nástrojů (MIM).
V roce 1967 bylo dokončeno oddělení frankofonní „Conservatoire Royal de Bruxelles“ a nizozemské „Koninklijk Conservatorium Brussel“, jejímž prvním ředitelem byl Belgičan Kamiel D'Hooghe. Tyto dvě instituce fungují autonomně, ale správy sídlí ve stejné budově. Nizozemsky mluvící část je od roku 1995 přidružena k Erasmově univerzitě („Erasmushogeschool Brussel“) a vyučuje se také v angličtině.
Obě oddělení společně spravují bohatou hudební knihovnu. Tato knihovna obsahuje přibližně 250 000 hudebnin a knih o hudbě, hudební vědě a hudební výchově a malou sbírku nahrávek (většinou na vinylových nosičích). Počátky knihovny sahají ke sbírce prvního ředitele Fétise ak důležitým nákupům pozdějšího ředitele knihovny Alfreda Wotquenna. Knihovna je přístupná veřejnosti.

## Ředitelé
Francouzsky mluvící část:
- 1833–1871: François-Joseph Fétis
- 1871–1908: François-Auguste Gevaert
- 1908–1912: Edgar Tinel
- 1912–1925: Léon Du Bois
- 1925–1939: Joseph Jongen
- 1939–1949: Léon Jongen
- 1949–1966: Marcel Poot
- 1966–1973: Camille Schmit
- 1974–1987: Eric Feldbusch
- 1987–2002: Jean Baily
- od roku 2003: Frédéric de Roos

Nizozemsky mluvící část:
- 1967–1994: Kamiel D'Hooghe
- 1994–2004: Arie Van Lysebeth
- od roku 2014: Jan D'haene

## Učitelé a bývalí absolventi
- Charles-Auguste de Beriot
- Táňa Balachovová
- Hector Berlioz
- Alain Crépin
- François-Joseph Fetis
- Bernard Foccroulle
- François-Auguste Gevaert
- Ferdinand Hiller
- Josef Jongen
- Sigiswald Kuijken
- Edward Lassen
- Jacques-Nicolas Lemmens
- Marie Moke-Pleyelová
- André Rieu
- Taťána Alexandrovna Samuilová
- Sarah Spitzerová
- Carl Verbraeken
- Henri Vieuxtemps
- José van Dam
- Henryk Wieniawski
- Šiao Šu-sien
- Eugène Ysaÿe
- Nicolas Lambert Wery